# Тизо (Болцано)
Тизо је насеље у Италији у округу Болцано, региону Трентино-Јужни Тирол.
Према процени из 2011. у насељу је живело 437 становника. Насеље се налази на надморској висини од 953 м.